# Mario Morisi
Mario Morisi, né le 1er janvier 1951 à Neuilly-sur-Seine, est un écrivain et journaliste franco-italien, qui écrit aussi sous le pseudonyme de Mario Absentès.

## Biographie
Mario Morisi est fils de Giovanni Morisi (1920-2002), chef monteur calorifugeur, né à Farini d'Olmo (Émilie-Romagne), et de Janine Launay (1922-2010), née à Asnières d’une famille aux racines parisienne, normande, haut-saônoise et limousine.
Domicilié à Nanterre, il passe les sept premières années de sa vie à parcourir la France avec son père en déplacement (Marseille, Boulogne, Dunkerque, Pornichet, Saint-André-de-l'Eure...). La famille s'installe à Tavaux et à Dole et il fait ses études en Franche-Comté de 1958 à 1974. Un temps espoir du football régional, licencié ès philosophie à la faculté des lettres de Besançon, il enseigne le français langue étrangère au Sixth Form College (en) de Solihull, dans le Warwickshire (Angleterre), puis dans le Sahara algérien (à El Oued).
De retour en France, il devient directeur de MJC, organisateur de spectacles, avant de s’installer à Paris où il est correcteur-réviseur et publie son premier roman (1986). Collaborateur de L'Événement du jeudi, il devient lecteur, rewriter et nègre pour les éditions Carrère (1986-88).
Il s'installe ensuite à Marseille où il est choisi par Roland Dhordain pour animer la rédaction de la Revue des Caisses d’épargne (1989-93). Sa fille unique naît en 1990. Il collabore au journal Taktik, premier hebdo gratuit d'art et spectacles en France, et fonde L'Écho du Zinc qu'il importe à Besançon où celui-ci sort sous plusieurs titres de 1994 à 2000.
Tout en collaborant à des journaux régionaux, il écrit trois Faits divers pour les éditions Vauvenargues de Gérard de Villiers, il obtient plusieurs bourses régionales du conseil régional de Franche-Comté et du ministère des Affaires étrangères (Missions Stendhal). Devenu écrivain à part entière, il anime des ateliers en milieu carcéral, à l'université de Franche-Comté et dans le secondaire. Il partage son temps entre la France et l’Italie où il publie en 2005 une nouvelle qui paraît à la une de Bresciaoggi, un quotidien lombard. Puis un essai en l'honneur de son père et du grand journaliste italien Gianni Brera. La même année, il rédige la préface de La Clairière 2, de son ami le philosophe Stéphane Haslé (DMODMO éditeurs) et la quatrième de couverture de Sarmatie, le recueil de la poétesse finlandaise Auli Särkiö (Atelier du Grand Tétras). Chroniqueur culturel, il dirige la page Culture Vivante de L'Hebdo-39 de juin 2014 à juillet 2016. Il est honoré au titre de Piacentino nel Mondo 2016 par la Province de Plaisance (Émilie-Romagne).
En 2016 il publie « Kerguelen, peintre soldat » aux éditions Baudelaire, « Soldata Sana, un algoroman » (2020) aux éditions Gunten et « Traité de Savoir où » en 2023.

## Œuvre
Le premier roman de Mario Morisi, L'Émirat du tourbillon, est publié en 1986 par Eugène Simion (ro), le fondateur de Scarabée International et de Vertiges du Nord (Isidore Isou, Françoise Dolto, Marc Weitzmann, etc.). Il est salué par Patrice Delbourg dans L'Événement du jeudi et par Le Figaro Magazine. En 1987, il écrit avec Guy Franquet Les Baskets d'Euripide, « le premier roman entièrement vendu par actions ». Cet ouvrage innovant et insolent vaut à ses auteurs une critique élogieuse de Jérôme Garcin, un dessin signé Copi dans Paris Match et un Blauer Montag tourné pour ARD, la première chaîne allemande.
Pour Carrere, Morisi rencontre Arletty et collabore avec Amanda Lear. En 1987/88, il participe à la création du groupe Les Silver d'Argent et fonde la nouvelle poésie avec Charlie Schlingo. En 1991, installé à Marseille, il traduit (avec Catherine Aldington, la fille de l'auteur) Ci-gît Constance, une nouvelle de l'écrivain anglais Richard Aldington publiée par Actes Sud. Puis il contribue aux Bavures de l'Adoption (Éditions Garçon, Marseille).
De retour en Franche-Comté, il publie trois romans noirs sous le nom de Mario Absentès dans la collection « Faits-Divers » de Gérard de Villiers. En 2004 paraît sous son nom un triptyque autour de la figure du Ballon d'or bouddhiste Roberto Baggio. La pièce, Orfeo Baggio, est créée à l'Opéra Théâtre de Besançon en présence d'une équipe de Rai 2. Le Monde selon Baggio est présenté par Hervé Mathoux à Canal+, tandis que L'Express glisse cet ouvrage dans sa Seleçao d'avant la coupe du monde en 2006.
En mars 2006, Morisi rencontre le romancier finlandais Arto Paasilinna — l'auteur du Lièvre de Vatanen — qui le reçoit dans son domaine de Kuusilaakso. En août de la même année, Morisi est invité au Sylvi Symposium de Pieksämäki où il rencontre Osmo Pekonen, qui l'enrôle pour travailler sur une figure méconnue, l'abbé Outhier membre de l’expédition de Maupertuis au Nord (1736-1737). La thèse de doctorat du Dr Osmo Pekonen (La Rencontre des religions autour du voyage de l'abbé Reginald Outhier en Suède en 1736-1737) est reçue avec mention très bien à l'université de Laponie et obtient le prix Gustave Chaix d'Est Ange 2012 décerné par la section Histoire de l'Académie des sciences morales et politiques (ASMP). C’est à la suite de ce travail que Morisi imagine une biographie : Renaud Outhier, un prêtre scavans au siècle des Lumières, qui en fait une des rares références françaises sur l'abbé jurassien. En octobre 2016, il publie Kerguelen, peintre soldat, aux éditions Baudelaire.
Les deux dernières parutions de Mario Morisi sont "Soldata Sana, un algoroman", paru en 2020 aux éditions Gunten. Et la nouvelle "La rumeur des Abbesses" qui ouvre la revue les Lettres comtoises n°14 de janvier 2021. En avril 2023, les éditions Souffle Court publie un recueil de 8 textes courts, nouvelles et novellas sous le titre :  « Traité de savoir où ».

### Morisi journaliste
En 1985, Mario Morisi, installé à Paris, devient correcteur dans l'édition et dans la presse (Nathan, J'ai lu, Le Moniteur, La Vie française...). Il arrive à L'Événement du jeudi fondé par Jean-François Kahn fin 1985 et ce jusqu'en 1988. Installé à Marseille, il est choisi par Roland Dhordain pour être secrétaire de rédaction de la Revue de la Mutuelle des Caisses d’Épargne où il travaille et publie jusqu'en 1993. Passionné par l'aventure de Taktik le premier gratuit Art et Spectacle de l'hexagone, il y collabore et crée L’Écho du Zinc dont le premier numéro sort en octobre 1993. Il déménage à Besançon avec la SARL Bistropolitan/l'Edz dont il est le gérant et décline l' EDZ en de nombreux autres parutions : Show dedans, Welcome Magazine, la Gazette du sport bisontin et comtois.
Journaliste encarté depuis 1988, il travaille ensuite pour le magazine régional Spormidable (2002). En 2014, il a l'idée de Movie Dole, culture vivante, une page d'information critique parue de juin 2014 à juin 2016 dans L'Hebdo 39. Binational et bilingue, il se voit offrir une rubrique éditoriale qu'il nomme les Mine Vaganti (les Mines flottantes) qui paraissent chaque mardi dans le quotidien lombard Bresciaoggi.
En 2019,, Morisi devient le chargé de programme et un animateur de Radio Sud Besançon 101.8 et radiosud.net qu'il rejoint à nouveau en octobre 2021 en tant que producteur du Mags généralistes "L'Estaminet de Radio Sud" et une capsule italienne hebdomadaire pour "Italia Bella".
En 2012, la Bibliothèque municipale de Besançon lui commande un feuilleton pour accompagner l’exposition de cartes postales anciennes du Musée du Temps. Le tragique destin postal de Jeanne Antide Vermot est tiré à 15 000 exemplaires et remis aux visiteurs et consultable sur le site « Mémoire Vivante » des musées de Besançon.
En mars 2013, le ministère invite l'auteur italo-français rue du Valois pour rendre hommage aux écrivains d'origine étrangère qui ont « choisi de construire leur œuvre en français ». Dernière production de Morisi sous le nom d'Absentès, le thriller poétique Kerguelen, peintre soldat, dont le lancement a été salué par l’Agence France-Presse en janvier 2016. Par un article avec photo paru dans Getty Images et par l'hebdomadaire chypriote de langue anglaise Cyprus Weekly. Une bourse de la Région de Franche-Comté lui a été attribuée en 2014 pour son prochain roman, Soldata Sana ou les 1001 vies de Marosa Jones, qui paraîtra en français, en italien et en anglais à partir de 2017.

## Publications

### Romans et nouvelles
- 1986 : L'Émirat du tourbillon, Vertiges du Nord, Paris :  (ISBN 2-86896-044-8)
- 1987 : Les Baskets d'Euripide, Vertiges/Carrère, Paris :  (ISBN 2-86804-380-1)
- 1996 : Dans la ville aux mille coupoles (récit), Éditions du Zinc, Besançon :  (ISBN 2-951-3119-0-7)
- 2001 : Mort à la Mère, sous le nom d'Absentès, Vauvenargues, Paris :  (ISBN 2-7443-0307-0)
- 2002 : J’aurais ta peau Saxo, (sous le nom d’Absentès), Vauvenargues, Paris :  (ISBN 2-7443-0626-6)
- 2003 : Achevez Cendrillon (sous le nom de Mario Absentès), Vauvenargues, Paris :  (ISBN 2-7443-0761-0)
- 2005 : Castor Paradiso (roman noir), sous le nom de Mario Absentès, Tigibus, Besançon :  (ISBN 2-914-638-13-2)
- 2006 : Le Monde selon Baggio, suivi de la pièce Orféo Baggio : L'Embarcadère, Paris :  (ISBN 2-914-728-22-0)
- 2007 : Le Poisson d’Absentès, Dmo Dmo, Dole :  (ISBN 978-2-916295-07-7)
- 2007 : Traité de voyage et d’en finir (nouvelle), Lettres comtoises n°2 (déc.), p.91-102, Besançon :  (ISSN 1620-2635)
- 2010 : La Boue et les Étoiles, Renaud Outhier, un prêtre scavans au siècle des Lumières, Sekoya, Besançon :  (ISBN 978-2-84751-076-8)
- 2010 : Scène de Blasphèmes en Norvège (nouvelle), Lettres comtoises n°5 (déc.), p.89-101, Besançon : (ISSN 1620-2635)
- 2012 : Le tragique destin postal de Jeanne Antide Vermot (feuilleton en 24 épisodes) - Notice : FRBNF43544019 - Ville de Besançon
- 2013 : 27 Pelures d’oignon (nouvelle), Besançon : Les Lettres Comtoises n°7 (déc;), p.47-56,  (ISSN 1620-2635)
- 2015 : Kerguelen, peintre soldat (roman), Baudelaire, Lyon/Paris :  (ISBN 979-10-203-0726-2)
- 2019 : La Rumeur des Abbesses, nouvelle, Lettres comtoises n°14.
- 2021 : Soldata Sana, un algorman (dvd papier). Gunten.  (ISBN 978-2-36-682246-5)

#### En italien
- 2005 : Baggio salva il Brescia (nouvelle à la une), Bresciaoggi, anno 32, n°145, samedi 28 mai
- 2010 : Brera, c’è l’avevo a casa, in I Quaderni dell'Arcimatto n°1", 2010, Limina, Arezzo, Italie  (ISBN 978-88-88551-39-5)

### Dramaturgie
- Orfeo Baggio, juin 2004, pièce théâtrale et musicale créée le 3 juin à l'Opéra-théâtre de Besançon et les 8 et 9 juin à la Comédie de Saint-Étienne.

### Traductions
- Richard Aldington, Ci-gît Constance, Paris/Arles : Actes Sud, 1991,  (ISBN 2-86869-712-7) (avec Catherine Aldington), traduction du recueil paru en anglais sous le titre de Soft Answers  (ISBN 978-11996-740-50)

### Émissions de radio et de télévision, documentaires
- Avril 1987 - Antenne 2 - JT de Midi avec Guy Franquet, présenté par William Leymergie - Les Baskets d'Euripide[3]
- Septembre 2000 - France 3 Besançon - Le 19 h - Sujet sur la sortie du roman Mort à la Mère[4]
- Juin 2004 - Midi de France 3 Bourgogne - Première de la pièce Orfeo Baggio à l'Opéra théâtre de Besançon[5]
- Juillet 2005 - France 3 Besançon - Sortie du roman Castor Paradiso[6]
- Avril 2006 - France 3 BFC - Fugues - Hommage à Mario Morisi[7]
- Juin 2011 - Brescia Punto TV - Italie - Retrogusto - Talk show conduit par Marco Bencivenga[8]
- Juin 2016 - France 3 Besançon - Qui est Mario Morisi ?[9]
- Août 2016 - TV Libertà, Plaisance, Italie[10]